# 1954年の映画
1954年の映画（1954ねんのえいが）では、1954年（昭和29年）の映画分野の動向についてまとめる。
1953年の映画 - 1954年の映画 - 1955年の映画

## 出来事

### 世界
- 4月10日 - 衣笠貞之助監督『地獄門』が第7回カンヌ国際映画祭でグランプリ受賞[1][2][3][4]。
- 6月29日 - 第4回ベルリン国際映画祭で黒澤明監督『生きる』が第3位受賞[2][3][注 1]。
- 7月 - チェコスロバキアの第8回カルロヴィ・ヴァリ国際映画祭で新藤兼人監督『原爆の子』が平和賞、山村聰監督・主演『蟹工船』が特別賞受賞[3]。
- 9月8日 - 第15回ベニス国際映画祭で黒澤明監督『七人の侍』と溝口健二監督『山椒大夫』が銀獅子賞受賞[2][3][注 2]。
- 10月14日 - 米国、パラマウント、ビスタビジョンを完成、第1作『ホワイト・クリスマス』（マイケル・カーティス監督）をニューヨークで初公開[6][7]。
- 月日不詳
  - 米国、アメリカン・インターナショナル・ ピクチャーズ (AIP)設立[6]。

### 日本
- 1月
  - 東京喜劇人協会発足[4]。
  - 1月1日 - 50銭以下の小銭廃止[1]。
  - 1月3日 - 東映、2本立製作配給第2弾『多羅尾伴内シリーズ　曲馬団の魔王』 / 『旗本退屈男 どくろ屋敷』封切り、ヒット[8]。
  - 1月21日 - 東映娯楽版第1弾『真田十勇士 忍術猿飛佐助』ほか封切り、成功[8]。
- 2月
  - 2月1日
    - マリリン・モンロー、新婚旅行で来日[8][2][4]。
    - 東映、東急から球団経営を引継ぎ、東映フライヤーズが誕生[9]。

  - 2月6日 - ブラジル国際映画祭に出席のため、越路吹雪、新珠三千代らが出発[4]。
  - 2月22日 - テレビ受信契約数が1万を突破[1]。
  - 2月23日 - 大蔵省、外画輸入委員会新設[2][4]。
- 3月
  - 日活、完全冷暖房完備、最新の機材を有し、東洋一の機能性を誇る日活撮影所の1期工事が完成[10][11][2]。自社映画の製作を再開[10][11]。（2期工事が同年12月、そして、3期工事は翌1955年12月に完了[10]。）
  - 第一期日活ニューフェース、約8000人の応募者の中から宍戸錠を含む21名を決定[12]。
  - 東映、時代劇スターの東千代之介と中村錦之助（萬屋錦之介）がデビュー[2]。
- 4月
  - 東京・日比谷映画で『ローマの休日』が空前の大ヒット[3]。
  - 名古屋・名宝会館は名宝文化劇場に、名宝文化劇場はなごや東宝へ名称変更[5]。
  - 4月1日 - 東京大手町・丸ノ内日活（現・新有楽町ビルヂング敷地内）オープン、会員制ナイトクラブや高級レストランを併設する複合レジャー施設[13][2][14]。
  - 4月26日 - 黒澤明監督『七人の侍』が公開され大ヒット[5][注 3]。
  - 4月27日 - 東映、中村錦之助主演の冒険活劇『新諸国物語 笛吹童子』を公開[16][17]。中村錦之助ブームのきっかけとなる[17]。東映娯楽版が勢いづく[17]。
- 5月
  - 第1回東南アジア映画祭、東京で開催[2]。5月20日、島耕二監督『金色夜叉』[18]が最高賞受賞[5]。
  - 入場税が国税移管し[2]、同時に10パーセントから50パーセントの段階的税率となったため、一時的に映画料金が安くなった[3]。
- 6月
  - 五社協定で迫害されている日活、第1回作品『国定忠治』[19] / 『かくて夢あり』[20]を公開[3][2]。
  - ダニー・ケイ来日[2]。
  - 6月1日 - 外国映画配給株式会社創立[5]。
  - 6月4日 - 大蔵省、昭和29年度優秀外画ボーナス制実施要領を通達[5]。
  - 6月16日 - パラマウント日本支社、 アーニー・パイル劇場でビスタビジョンを初公開[2][14]。
- 7月
  - 日活、アジア最大級の江の島水族館（神奈川）をオープン[21]。
- 8月
  - 8月10日 - ラジオ受信契約数が1200万を突破[1]。（ラジオ受信料廃止は1968年4月[22]。）
  - 8月12日 - 日本映画監督協会、日本シナリオ作家協会、日本映画俳優協会、映画技術協会、映画音楽協会の5団体、「映画人連盟」を結成[14]。
- 9月
  - 9月15日 - 大阪梅田・OS映画劇場焼失[14][23]。12月27日、シネラマ上映映画館として再建オープン[14][23]。
  - 9月26日 - 東宝初のイーストマン・カラー総天然色映画『宮本武蔵』（稲垣浩監督）が公開される[5]。
  - 9月28日 - 東京・新宿セントラル劇場（実演劇場）焼失[14][24]。11月15日、映画館として再開[14]。
  - 9月29日 - 入場税国税移管反対運動をめぐる興連疑獄事件発覚[14]。
- 10月
  - 東映、16ミリ児童映画の定期的な製作を決定[25][26]。
  - 10月10日 - 『東宝二十年史抄』発行[14]。
- 11月
  - 11月3日 - 本多猪四郎監督『ゴジラ』が公開されヒット[27][注 4]。以降怪獣シリーズとして日本国内だけでも30本以上続き[28]、同映画は東宝の海外進出の貴重な布石となった[27]。
  - 11月30日 - 東京・帝国劇場、シネラマ映画用の劇場となるため、11月公演をもって演劇興行が終了[14][注 5]。
- 12月
  - 映画館数 6,456館[5]。
  - 東映、年間劇映画製作本数103本は世界一の記録[9][17]。
  - 12月13日 - 東京・上野東宝劇場、上野宝塚劇場オープン[27]。
  - 12月17日 - ビスタビジョン第1作『ホワイトクリスマス』が東京劇場で公開[3][27]。
  - 12月22日 - 大阪・南街劇場オープン[27]。
  - 12月27日
    - 東映娯楽版『新諸国物語　紅孔雀』封切り[30]、大ヒット[8]。「紅孔雀」5部作の総配収は約2億3500万円となり、娯楽作品としては驚異的な成功[8][注 6]。
    - 東京・新宿東映劇場、リニューアル・オープン[8]。

## 日本の映画興行
- 入場料金（大人）
  - 130円（東京の邦画封切館）[32][注 7]
  - 127円（統計局『小売物価統計調査（動向編） 調査結果』[34] 銘柄符号 9341「映画観覧料」）[35]
- 入場者数 8億1851万人[9][注 8]

| 配給会社                           | 年間配給収入 | 前年対比 |
| ---------------------------------- | ------------ | -------- |
| 松竹                               | 46億7899万円 | 127.3%   |
| 東宝                               | 30億9754万円 | 131.4%   |
| 大映                               | 39億0156万円 | 128.8%   |
| 新東宝                             | 21億7137万円 | 098.8%   |
| 東映                               | 37億2090万円 | 141.0%   |
| 日活                               | 04億2562万円 | N/A      |
| ※日活は7月から12月までの半年の実績 |              |          |

出典: 井上雅雄「映画産業の戦後｢黄金期｣の実態(下) : ポスト占領期の映画産業と大映の企業経営・補論」『立教經濟學研究』第71巻第2号、立教大学経済学研究会、2017年10月、102頁、doi:10.14992/00015468。
| 映画製作会社   | 公開本数 |
| -------------- | -------- |
| 松竹           | 60       |
| 東宝           | 33       |
| 大映           | 60       |
| 新東宝         | 41       |
| 東映           | 103      |
| 宝塚映画製作所 | 18       |
| 東京映画       | 11       |
| 日活           | 11       |
| その他         | 33       |
| 合計           | 370      |

出典：『映画統計資料 : 昭和21年1月-30年12月(10年間)』日本映画連合会、1956年、1頁。NDLJP:1694281。

## 各国ランキング

### 日本配給収入ランキング
| 順位 | 題名                  | 配給   | 配給収入    |
| ---- | --------------------- | ------ | ----------- |
| 1    | 君の名は 第三部       | 松竹   | 3億3015万円 |
| 2    | 忠臣蔵 花の巻・雪の巻 | 松竹   | 2億9064万円 |
| 3    | 七人の侍              | 東宝   | 2億6823万円 |
| 4    | 紅孔雀                | 東映   | 2億4182万円 |
| 5    | 二十四の瞳            | 松竹   | 2億3287万円 |
| 6    | 月よりの使者          | 大映   | 1億6491万円 |
| 7    | 宮本武蔵              | 東宝   | 1億6341万円 |
| 8    | ゴジラ                | 東宝   | 1億5214万円 |
| 9    | ハワイ珍道中          | 新東宝 | 1億5017万円 |
| 10   | 哀愁日記              | 松竹   | 1億4641万円 |

出典:『キネマ旬報ベスト・テン85回全史 1924-2011』キネマ旬報社〈キネマ旬報ムック〉、2012年5月、112頁。ISBN 978-4873767550。
| 順位 | 題名                 | 製作国                      | 配給                       | 配給収入    |
| ---- | -------------------- | --------------------------- | -------------------------- | ----------- |
| 1    | ローマの休日         | アメリカ合衆国の旗          | パラマウント映画           | 2億8404万円 |
| 2    | 砂漠は生きている     | アメリカ合衆国の旗          | 大映                       | 2億2107万円 |
| 3    | グレン・ミラー物語   | アメリカ合衆国の旗          | ユニバーサル・ピクチャーズ | 1億8202万円 |
| 4    | 麗しのサブリナ       | アメリカ合衆国の旗          | パラマウント映画           | 1億5243万円 |
| 5    | ケイン号の叛乱       | アメリカ合衆国の旗          | コロムビア映画             | 1億4014万円 |
| 6    | ロミオとジュリエット | イギリスの旗 · イタリアの旗 | BCFC=NCC                   | 1億3740万円 |
| 7    | これがシネラマだ     | アメリカ合衆国の旗          | 東宝                       | 1億3399万円 |
| 8    | 恐怖の報酬           | フランスの旗 · イタリアの旗 | 東和                       | 1億3179万円 |
| 9    | モガンボ             | アメリカ合衆国の旗          | MGM                        | 1億3070万円 |
| 10   | 赤と黒               | フランスの旗                | 東和                       | 1億2899万円 |

出典:『キネマ旬報ベスト・テン85回全史 1924-2011』キネマ旬報社〈キネマ旬報ムック〉、2012年5月、113頁。ISBN 978-4873767550。

## 受賞
- 第27回アカデミー賞
  - 作品賞 - 『波止場』 - ホライゾン＝アメリカン、コロンビア映画
  - 監督賞 - エリア・カザン - 『波止場』
  - 主演男優賞 - マーロン・ブランド - 『波止場』
  - 主演女優賞 - グレース・ケリー - 『喝采』
  - 助演男優賞 - エドモンド・オブライエン - 『裸足の伯爵夫人』
  - 助演女優賞 - エヴァ・マリー・セイント - 『波止場』

- 第12回ゴールデングローブ賞
  - 作品賞 (ドラマ部門) - 『波止場』
  - 主演男優賞 (ドラマ部門) - マーロン・ブランド - 『波止場』
  - 主演女優賞 (ドラマ部門) - グレース・ケリー - 『喝采』
  - 作品賞 (ミュージカル・コメディ部門) - 『カルメン』
  - 主演男優賞 (ミュージカル・コメディ部門) - ジェームズ・メイソン - 『スタア誕生』
  - 主演女優賞 (ミュージカル・コメディ部門) - ジュディ・ガーランド - 『スタア誕生』
  - 監督賞 - エリア・カザン - 『波止場』
  - 外国映画賞
    - 『二十四の瞳』 -  日本
    - No Way Back -  西ドイツ
    - 『憂愁』 -  アルゼンチン
    - 『おかしなおかしな自動車競争』 -  イギリス

- 第20回ニューヨーク映画批評家協会賞[40]
  - 作品賞 - 『波止場』

- 第7回カンヌ国際映画祭
  - パルム・ドール - 『地獄門』 - 衣笠貞之助監督、 日本

- 第15回ヴェネツィア国際映画祭
  - 金獅子賞 - 『ロミオとジュリエット』 - レナート・カステラーニ監督、 イタリア/ イギリス

- 第4回ベルリン国際映画祭
  - 金熊賞 - 『ホブスンの婿選び』 - デヴィッド・リーン監督、 イギリス

- 第5回ブルーリボン賞
  - 作品賞 - 『二十四の瞳』
  - 主演男優賞 -  該当者なし
  - 主演女優賞 - 高峰秀子（『二十四の瞳』『女の園』『この広い空のどこかに』）
  - 監督賞 -  溝口健二（『近松物語』）

- 第28回キネマ旬報ベスト・テン
  - 外国映画第1位 - 『嘆きのテレーズ』
  - 日本映画第1位 - 『二十四の瞳』

- 第9回毎日映画コンクール
  - 日本映画大賞 - 『二十四の瞳』

- 都民映画コンクール賞
  - 『女の園』・『二十四の瞳』・『七人の侍』・『近松物語』（順不同）[41](pp180 - 194)[注 9]
- 第9回文部省芸術祭賞
  - 映画部門 - 『二十四の瞳』[41](p182)[42]

## 生誕
- 1月1日 - ヘレン・ウェリントン＝ロイド、 南アフリカ連邦、女優
- 1月6日 - アンソニー・ミンゲラ、 アメリカ合衆国、映画監督
- 1月14日 - 石田純一、 日本、男優
- 1月21日 - 三浦洋一、 日本、男優
- 1月22日 - クリス・レモン、 アメリカ合衆国、男優・作家
- 1月29日 - オプラ・ウィンフリー、 アメリカ合衆国、テレビ司会者
- 2月2日 - クリスティ・ブリンクリー、 アメリカ合衆国、モデル・女優
- 2月4日 - 千葉繁、 日本、声優
- 2月11日 - ウェズリー・ストリック、 アメリカ合衆国、脚本家
- 2月17日 - レネ・ルッソ、 アメリカ合衆国、女優
- 2月18日 - ジョン・トラボルタ、 アメリカ合衆国、男優・ダンサー
- 3月1日 - ロン・ハワード、 アメリカ合衆国、映画監督・男優
- 3月2日 - 吉沢京子、 日本、女優
- 3月4日 - キャサリン・オハラ、 カナダ、女優
- 3月15日 - クレイグ・ワッソン、 アメリカ合衆国、男優
- 3月17日 - レスリー＝アン・ダウン、 イングランド、女優
- 3月23日 - 堀秀行、 日本、声優
- 3月24日 - ロバート・キャラダイン、 アメリカ合衆国、男優
- 3月26日 - 井上和彦、 日本、声優
- 4月7日 - ジャッキー・チェン、 イギリス領香港、男優
- 4月9日 - デニス・クエイド、 アメリカ合衆国、男優
- 4月10日 - 六平直政、 日本、男優
- 4月16日 - エレン・バーキン、 アメリカ合衆国、女優
- 4月22日 - 中田譲治、 日本、声優・俳優
- 5月7日 - エイミー・ヘッカーリング、 アメリカ合衆国、映画監督
- 5月8日 - デヴィッド・キース、 アメリカ合衆国、男優
- 6月5日 - 檀ふみ、 日本、女優
- 6月14日 - ウィル・パットン、 アメリカ合衆国、男優
- 6月15日 - ジェームズ・ベルーシ、 アメリカ合衆国、男優
- 6月19日 - キャスリーン・ターナー、 アメリカ合衆国、女優
- 6月28日 - アリス・クリーグ、 南アフリカ連邦、女優
- 6月28日 - ラファエラ・デ・ラウレンティス、 イタリア、映画プロデューサー
- 7月19日 - 奈良富士子、 日本、女優
- 7月29日 - 秋吉久美子、 日本、女優
- 8月12日 - サム・J・ジョーンズ、 アメリカ合衆国、男優
- 8月16日 - ジェームズ・キャメロン、 カナダ、映画監督
- 10月11日 - 高畑淳子、 日本、女優
- 10月23日 - アン・リー、 台湾、映画監督
- 11月7日 - カマル・ハーサン、 インド、男優・映画監督・脚本家・プロデューサー・歌手
- 11月29日 - ジョエル・コーエン、 アメリカ合衆国、映画監督・プロデューサー・脚本家
- 12月4日 - トニー・トッド、 アメリカ合衆国、男優・プロデューサー
- 12月5日 - 水沢アキ、 日本、女優
- 12月8日 - 島本須美、 日本、声優
- 12月21日 - 片岡鶴太郎、 日本、男優
- 12月28日 - デンゼル・ワシントン、 アメリカ合衆国、男優

## 死去
| 日付 | 日付 | 名前                         | 出身国         | 年齢 | 職業           |
| 1月  | 18日 | シドニー・グリーンストリート | イギリス       | 74   | 男優           |
| 2月  | 12日 | ジガ・ヴェルトフ             | ロシア帝国     | 58   | 映画監督       |
| 4月  | 10日 | オーギュスト・リュミエール   | フランス       | 91   | 映画の発明者   |
| 7月  | 24日 | エフィー・シャノン           | アメリカ合衆国 | 87   | 舞台・映画女優 |
| 11月 | 15日 | ライオネル・バリモア         | アメリカ合衆国 | 76   | 男優           |
| 12月 | 8日  | グラディス・ジョージ         | アメリカ合衆国 | 50   | 女優           |

## 備考
日本では2018年（平成30年）以降、環太平洋パートナーシップ協定（TPP）発効に伴い自国著作物のパブリックドメイン（PD）化が2024年（令和6年）末までまる7年にわたり完全に停止した状態であったが、映画の著作物に関してはTPP発効以前の2004年（平成16年）に著作権の保護期間が先行して延長されていたため、それから20年を経過した2025年（令和7年）1月1日よりPD化が再開している。ただし、1970年（昭和45年）以前の旧著作権法下で製作された映画作品につき監督やプロデューサー個人に権利が帰属する場合は「当該個人の死後38年」が「公表後70年」よりも後ならば前者が後者に優越する扱いとされる。
2025年6月には1954年公開の『ゴジラ』第1作や『七人の侍』をAI処理によりカラー化したDVDを販売した個人が大阪府警により摘発されているが、警察では『ゴジラ』第1作の著作権が監督の本多猪四郎（1993年没）の「死後38年」に当たる2031年（令和13年）末まで存続中と判断したと報じられている。